# Федерація Арабських Республік
Федерація Арабських Республік (араб. اتحاد الجمهوريات العربية, ittiħād al-jumhūriyyāt al-`arabiyya) — невдала спроба лівійського керманича Муаммара Каддафі, об'єднати Сирію, Лівію, Єгипет в єдину панарабську державу. Не зважаючи на позитивні результати референдумів , уряди трьох країн не погодились на конкретні кроки об'єднання. Союз існував з 1 січня 1972 до березня 1977. 
Не варто плутати з Об'єднаною Арабською Республікою (1958-1961), яка була дієвіша.

## Дивись також
- Об'єднана Арабська Республіка, Федерація між Єгиптом і Сирією (1958–1961)
- Панарабізм
- Об'єднані Арабські держави конфедерація Об'єднаної Арабської Республіки й Північного Ємену
- Арабська федерація Іраку і Йорданії (1958)
- Арабська Ісламська Республіка, пропоноване об'єднання Лівії й Тунісу (1972)
- Об'єднані Арабські Емірати, союз 7 арабських держав (1971-сьогодення)